# Улица Фрунзе (Новосибирск)
Улица Фру́нзе — улица в Новосибирске. Проходит от проспекта Димитрова до улицы Кошурникова.

## История
Названа в честь известного военного деятеля Советского государства М. В. Фрунзе (1885—1925), уже именовалась так на планах 1931 года. Прежнее название улицы — Вагановская (на плане 1915 года — Ваганевская), одна из первых улиц города, известна с 1896 года. Название может быть связано с деревней Ваганово ныне — в Куйбышевском районе Новосибирской области, подобно соседним Сибирской и Обскому проспекту, хотя другие соседние улицы названы в честь известных людей — Ломоносова, Державина, Ермака, Крылова, Стевена, Ядринцева, Потанина, Меженинова, Гуляевская, Журинская.
Окраинный характер этой местности в молодом городе позволил организовать здесь городские кладбища — старое и новые православное, католическое, протестантское, иудейское (еврейское), магометанское и ещё холерное, или «заразное», кладбище. При старом кладбище была возведена Воскресенская церковь (1907).
В 1912 году на пересечении Вагановской и Александровской (ныне — Мичурина) улиц архитектором А. Д. Крячковым была построена школа, в 1930-е годы перестроенная и впоследствии занятая Сибирским региональным командованием внутренних войск.
В декабре 1919 года в крутом овраге в конце улицы были обнаружены трупы новониколаевских революционеров, ставших жертвами колчаковского террора.
В 1925 году на чётной стороне улицы на месте первого городского кладбища организован Центральный городской парк Новосибирска. В том же году на противоположной стороне улицы началось строительство первого в Новосибирске стадиона с футбольным полем, беговыми дорожками, кортами для тенниса, шахматным павильоном. Строительство продолжалось почти два года, в основном силами рабочей молодежи. Открытие стадиона состоялось 8 августа 1927 года.
В 1926 году на углу с Советской (тогда — Кабинетской) улицей В. К. Янушевский построил здание каркасно-засыпного цирка.
В 1929 году Воскресенская церковь была закрыта, в её помещениях открыт Дом народного творчества. В 1952 году Дом сменил первый в Новосибирске планетарий, в его оборудовании принял участие профессор Новосибирского строительного института Е. А. Ащепков. В 1963 году, после пожара в здании, планетарий был переведён в Геодезическую Академию, а здание разобрано. Недолгое время на этом месте находилась танцплощадка, а затем один из аттракционов Центрального парка.
В 1930 году в квартале, одной из границ которого была улица, началось строительство 60-квартирного жилого дома для жилищно-строительного кооператива «Политкаторжанин». Квартиры дома предназначались членам Общества бывших политкаторжан и ссыльнопоселенцев. Предусматривалось вместе с жилым домом возвести также здания для размещения Музея каторги и ссылки и библиотеки. После окончания строительства зимой 1933 года в дом въехало 69 человек с семьями. Здание, предназначенное для музея, ещё до окончания строительства было предоставлено в аренду организованному в 1935 году медицинскому институту.
Построенное в 1937 году на улице здание (д. 11) в 1944—1947 годах было перестроено для Западно-Сибирского филиала Академии наук СССР Крячковым. Сейчас здесь находится Институт систематики и экологии животных СО РАН.

## Застройка
д. 6/52 — Новосибирский государственный медицинский университет
д. 8 — Дом Общества политкаторжан (1933, архитектор Б. А. Гордеев), признан памятником истории регионального значения (Реш. Облисп. От 18.07.90 № 282).
д. 11 — Институт систематики и экологии животных СО РАН
д. 15 — стадион Спартак
д. 17 — ННИИТО имени Я. Л. Цивьяна

## Известные жители

В д. 8 с осени 1941 года жил и в 1942 году умер эвакуированный из Москвы академик С. А. Чаплыгин (мемориальная доска)
До самой кончины 12 июня 1942 года проживала в этом доме также эвакуированная из Москвы в ноябре 1941 года известная революционерка А. В. Якимова-Диковская., с 1937 года жил Селиверст Иванович Якушев — видный партийный и хозяйственный деятель.